# Меркурий (фрегат, 1815)
«Мерку́рий» — 44-пушечный фрегат Балтийского флота Российской империи, был заложен 14 (26) марта 1814 года на Охтенской верфи и спущен на воду 13 (25) июля 1815 года. Строительство осуществлялось корабельным мастером В. Ф. Стоке.

## Основные характеристики
- Водоизмещение: около 1950 т[1];
- Длина по верхней палубе: 48,6 м.[1];
- Ширина по мидель-шпангоуту: 12,7 м.[1];
- Осадка: 3,9 м[1];
- Арт. вооружение: 44 орудия (24-фн — по штату)[1];
- Экипаж: 340/430 человек[1].

## История службы
В 1816 году фрегатом из Кронштадта в Голландию было доставлено приданое великой княжны Анны Павловны, после чего «Меркурий» перешёл в Англию, где стоял на Темзе у города Вулидж и был в распоряжении великого князя Николая Павловича, а весной следующего года вернулся в Кронштадт.
Осенью 1817 года «Меркурий» с эскадрой контр-адмирала А. В. Моллера вышел из Ревеля в Кадис и в 1818 году вместе с кораблями «Трёх Святителей», «Нептунус», «Норд-Адлер», Любек и Дрезден был продан Испании согласно Мадридскому договору. Экипаж корабля вернулся в Россию на транспортных судах.

## Командиры
Фрегат «Меркурий» в разное время ходил под командованием следующих капитанов:
1. С 1816 по июнь 1817 — П. Ф. Качалов
2. С июня 1817 по 1818 — Г. И. Невельской